# ムオニオ
ムオニオ（フィンランド語: Muonio）は、フィンランドのクンタ（基礎自治体）である。

## 概要

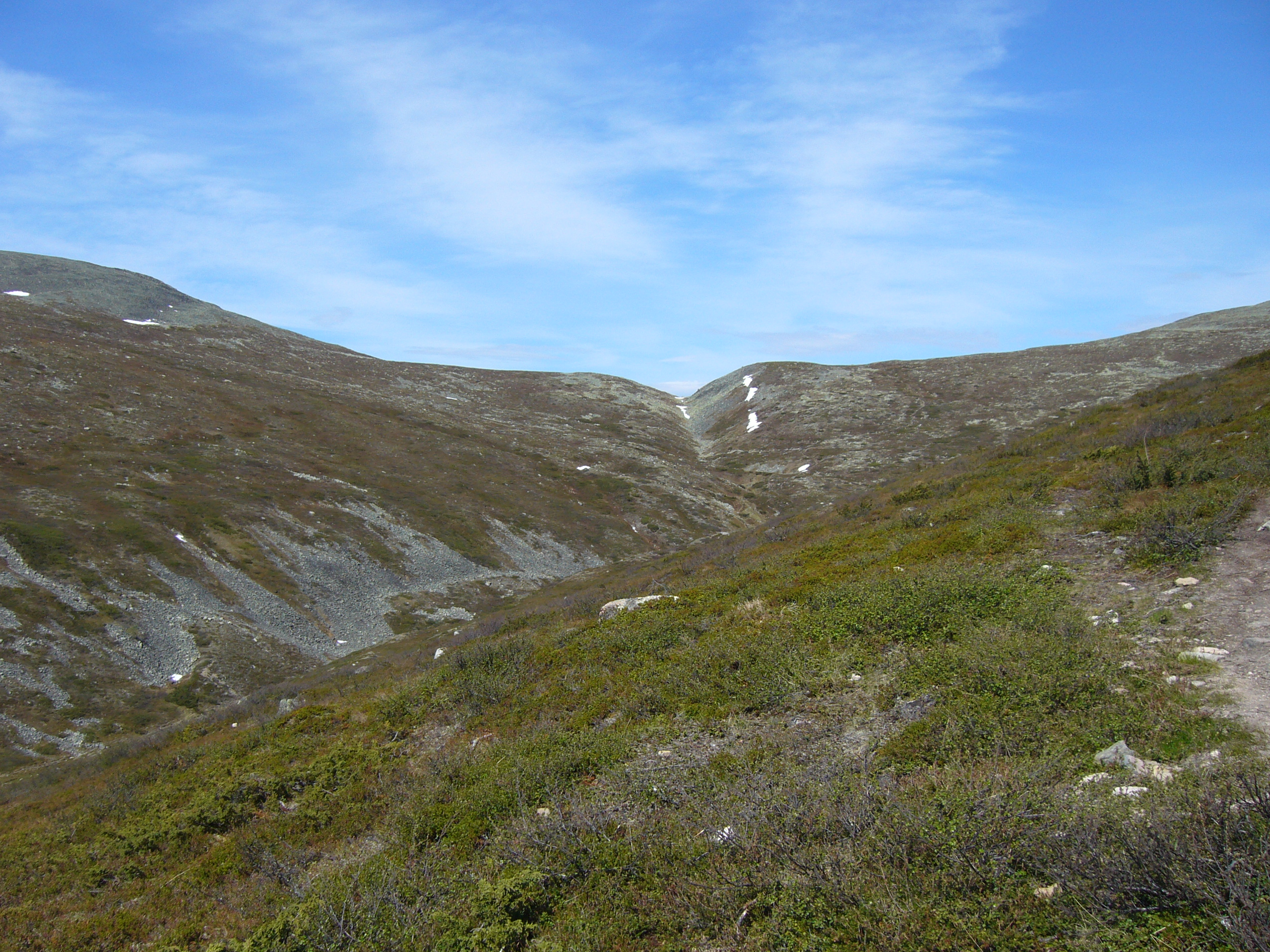
パッラス・ユッラストゥントゥリ国立公園

ラッピ県のトゥントゥリ＝ラッピ郡 (fi:Tunturi-Lapin seutukunta) に属する。2022年12月31日時点において、人口は 2,282 人である。2022年時点において、陸上面積は 1,904.05 平方キロメートル、水面面積は 135.73 平方キロメートルであり、総面積は 2,037.78 平方キロメートルである。
ムオニオは、世界保健機関によるクリーンエアリストの上位にランクインしており、パッラス・ユッラストゥントゥリ国立公園 (en:Pallas-Yllästunturi National Park) には、最も清浄な空気が採取された地点の1つがある。パッラス・ユッラストゥントゥリ国立公園は、フィンランドで3番目に大きい国立公園であり、ムオニオの他に、キッティラ、エノンテキオ、コラリにまたがる。
ムオニオには、ラップランド性能試験場 (Lapland Proving Ground) が設置されている。ムオニオは、自治体の北部で木材を伐採することを認めないという声明を出している。またこの地は、オーロラを観測することができる場所としても知られている。ムオニオ教会 (fi:Muonion kirkko) は、建築家のチャールズ・バッシ (en:Charles Bassi) によって設計されたもので、1817年に建設された。

## 地理

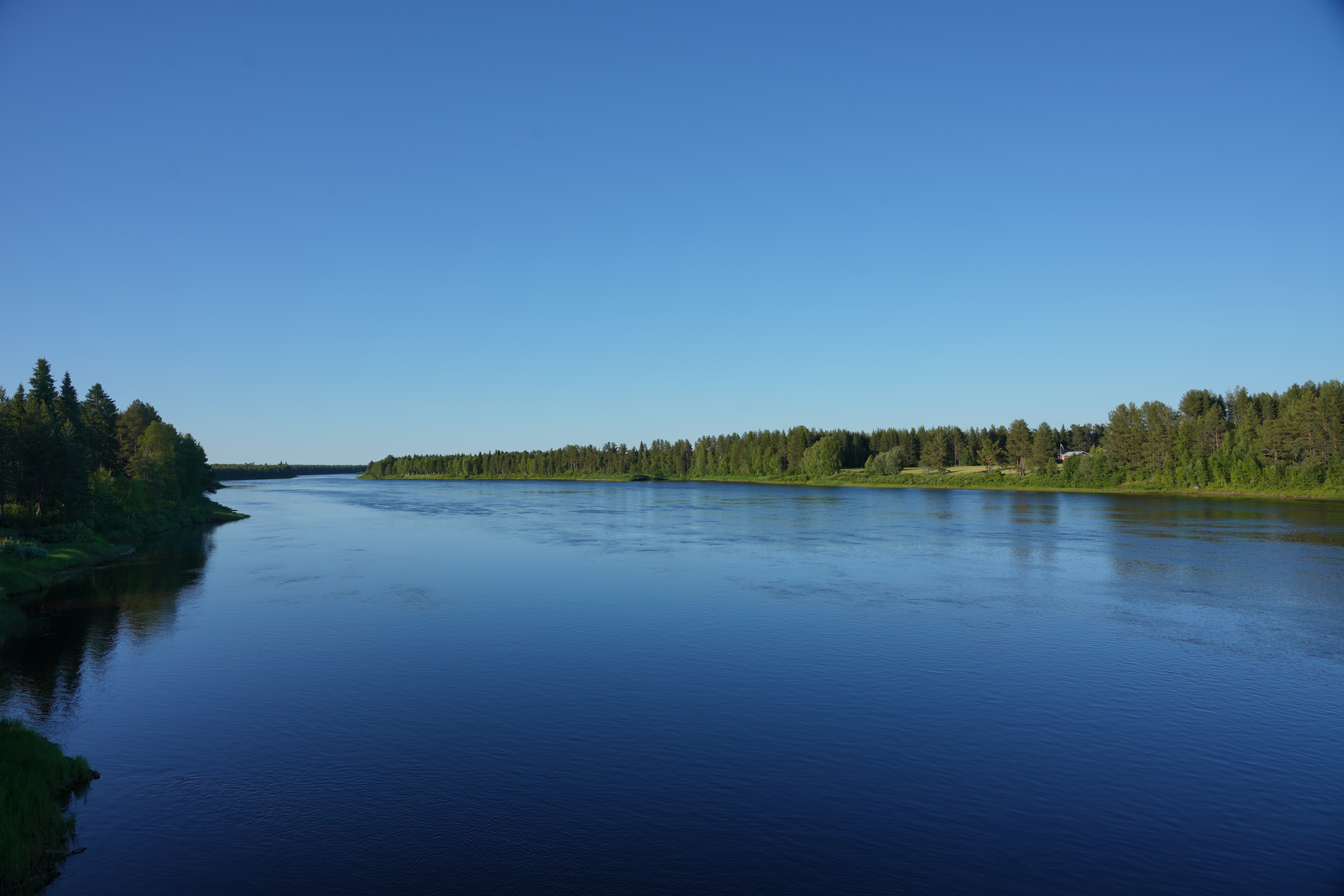
ムオニオ川

北はエノンテキオ (en:Enontekiö) と接しており、東はキッティラと、南はコラリ (en:Kolari) と接している。西側に流れているムオニオ川 (en:Muonio (river)) が、スウェーデンとの国境となっている。北極線の北およそ 200 キロメートルに位置する。
パラス山 (en:Pallastunturi) やオロス山 (fi:Olostunturi) や Särkitunturi などの山がある。Pakasaivo や Jerisjärvi の他に、Särkijärvi や Äkäsjärvi などの湖がある。

## 周辺
北へおよそ 90 キロメートルほど行ったところには、カレスバント (en:Karesuvanto) があり、北へおよそ 100 キロメートルほど行ったところには、エノンテキオがある。北東へおよそ 46 キロメートルほど行ったところには、ラァタマ (fi:Raattama) があり、北西へおよそ 200 キロメートルほど行ったところには、キルピスヤルヴィがある。南東へおよそ 81 キロメートルほど行ったところには、キッティラがあり、南東へおよそ 230 キロメートルほど行ったところには、ロヴァニエミがある。